# Temperanza

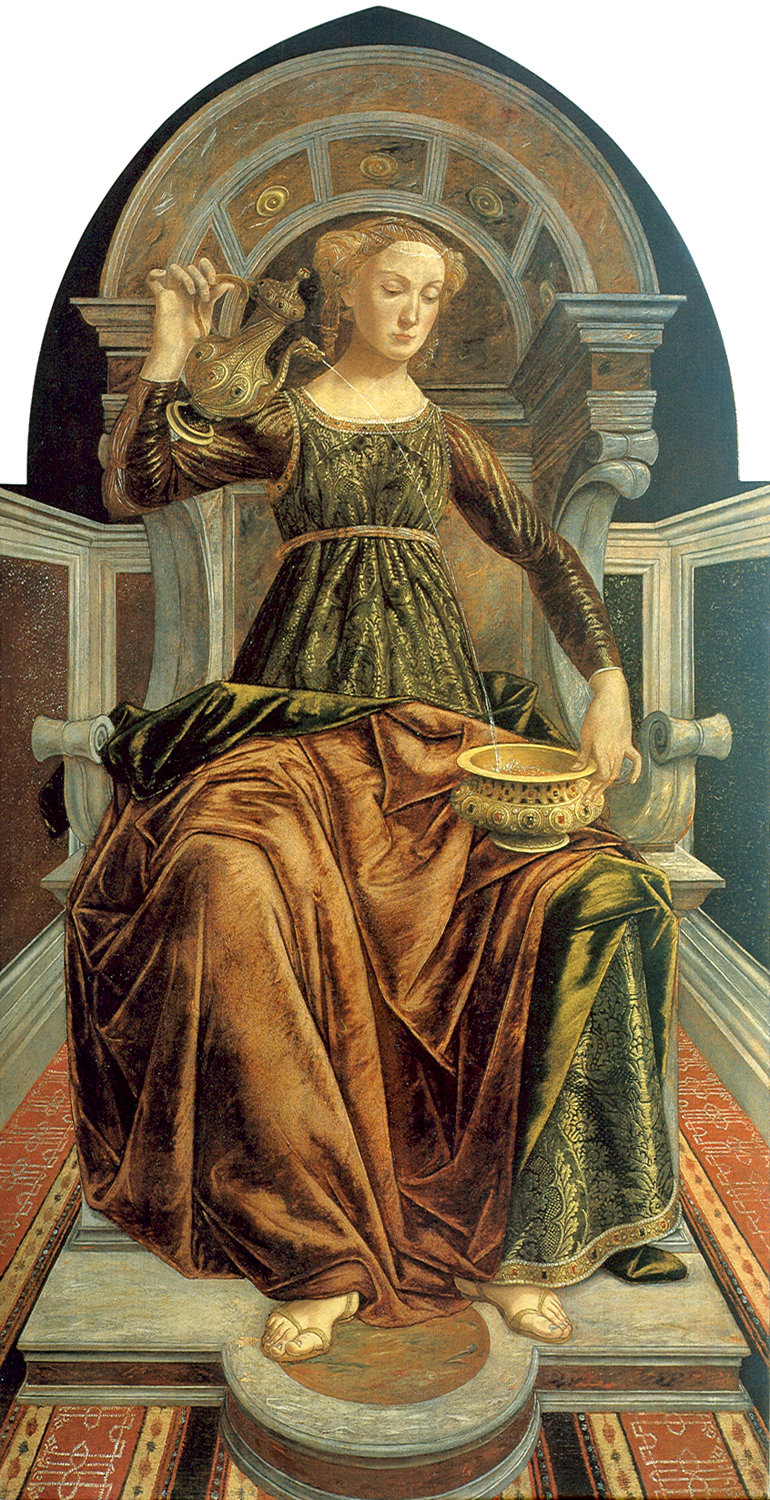
Temperanza, di Piero del Pollaiolo (1470), intenta a miscelare acqua calda e fredda, secondo l'iconografia comune ad altri dipinti.

La temperanza, dal lat. temperantia, è la virtù della pratica della moderazione.

## Storia e descrizione

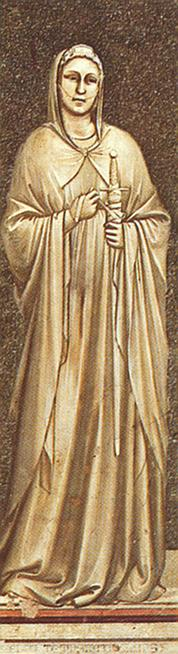
Temperanza, affresco di Giotto nella Cappella degli Scrovegni, Padova

### Nel mondo precristiano
Nel mondo ellenico era intesa con il termine mediocritas che stava a indicare giusto mezzo, senso che è andato perso nel termine italiano mediocrità. Nell'Etica Nicomachea di Aristotele viene elencata come virtù assieme a coraggio, liberalità, magnanimità, mansuetudine e giustizia; questa consiste nel desiderare con misura e come si deve ciò che è un bene per l'uomo. Essa riguarda esclusivamente i piaceri del corpo, in particolare tatto e gusto che "si rivelano piaceri servili e bestiali". I due vizi collegati sono l'intemperanza e l'insensibilità; l'intemperante pecca per eccesso, desiderando o ciò che non si deve o più di quanto si deve, mentre l'insensibile per difetto, ma Aristotele stesso ammette che pochi sono così inumani.
Nel mondo latino Cicerone nel De officiis così la descrive: «...rimane a parlare della quarta ed ultima parte dell'onestà; cioè di quella parte che comprende in sé, anzitutto la verecondia e poi, come ornamento della vita, la temperanza e la moderazione, vale a dire il pieno acquietamento delle passioni e la giusta misura in ogni cosa». Molte religioni tessono le lodi di questa virtù e spesso chiedono ai loro fedeli di praticarla, in particolare con opere di mortificazione della carne come il digiuno o la castità.

### Nel buddhismo
Per il buddhismo la temperanza è uno dei cinque precetti dettati dallo stesso Gautama Buddha, salvo il non avere la funzione di mortificazione, quanto quella di addestramento alla disciplina e di favorire l'apertura mentale con lo scartare tutto il superfluo. 

### Nel cristianesimo

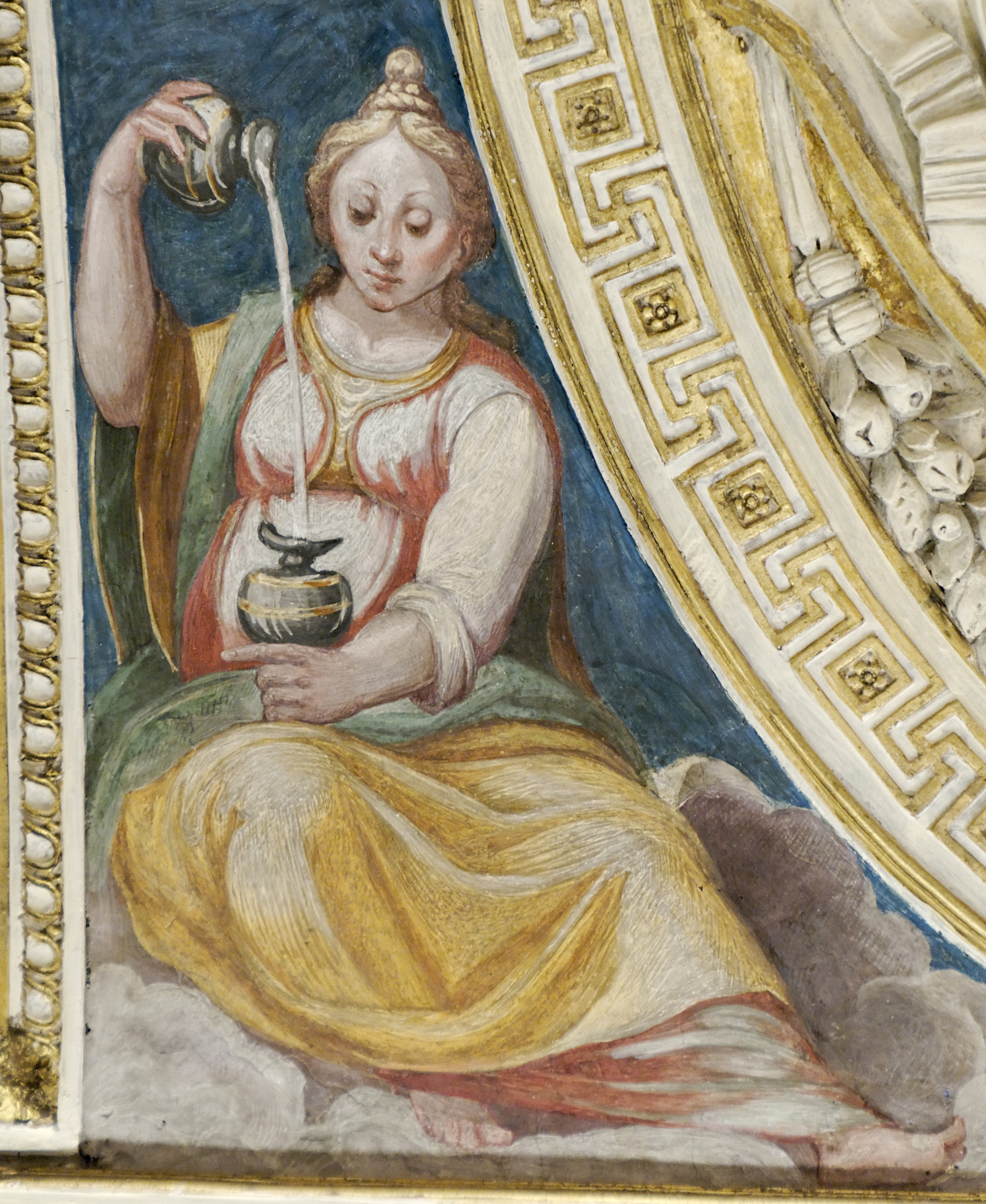
Temperanza, di Vitruvio Alberi (1590): intenta a miscelare acqua calda e fredda, secondo l'iconografia comune ad altri dipinti (ad esempio del Pollaiolo)

Nel mondo cristiano essa fu indicata per la prima volta come virtù cardinale insieme a prudenza, giustizia e fortezza da Tommaso d'Aquino. Queste virtù furono definite "cardinali" in quanto fanno da cardine per la vita di un uomo che cerca di avvicinarsi a Dio. La temperanza risulta essere il collante delle altre tre virtù, che non sono veramente complete se non sono accompagnate dalla temperanza. Già nell'Antico Testamento troviamo riferimento a questa virtù nel Siracide (Sir 18, 30). Mentre nel Nuovo Testamento, nella seconda lettera di Pietro si dice: «Per questo mettete ogni impegno per aggiungere alla vostra fede la virtù, alla virtù la conoscenza, alla conoscenza la temperanza, alla temperanza la pazienza, alla pazienza la pietà, alla pietà l'amore fraterno, all'amore fraterno la carità. Se queste cose si trovano in abbondanza in voi, non vi lasceranno oziosi né senza frutto per la conoscenza del Signore nostro Gesù Cristo». Nel catechismo della Chiesa cattolica, nella parte terza La vita in Cristo, sezione prima La vocazione dell'uomo: La vita nello spirito, si dice: «La temperanza è la virtù morale che modera l'attrattiva dei piaceri e rende capaci di equilibrio nell'uso dei beni creati. Essa assicura il dominio della volontà sugli istinti e mantiene i desideri entro i limiti dell'onestà.»

## Iconografia
Così Cesare Ripa ne descrive una delle possibili rappresentazioni allegoriche nella sua Iconologia del 1611:
un tempo di horologio et a canto vi tiene un Elefante.»
(Iconologia, p. 509)